# If (Pink Floyd-dal)
Az If egy dal a Pink Floyd Atom Heart Mother című albumáról.
Csendes, melankolikus dal. Waters kíséri magát akusztikus gitáron, majd belép az együttes többi tagja is. A szöveg némileg Bródy János Ha én rózsa volnék című szövegére emlékeztet: "If I were a swan I'd be gone / If I were a train I'd be late / And If I'm were a good man / I'd talk to you more often than I do" = "Ha hattyú volnék, elmennék / Ha vonat lennék, elkésnék / Ha jó ember lennék, többet beszélnék veled". Waters gyakran játszotta később Radio K.A.O.S. című albumának turnéján.

## Közreműködők
- Roger Waters – basszusgitár, ének
- David Gilmour – gitár, ének
- Rick Wright – billentyűs hangszerek
- Nick Mason – dobok, ütősök